# Przystanek miłość
Przystanek miłość (tytuł oryg. On the Line) jest amerykańską komedią romantyczną z 2001 roku. Gwiazdami filmu są aktorka Emmanuelle Chriqui oraz wokaliści boysbandu *NSYNC – wśród nich obsadzony w roli głównej Lance Bass. Film kręcono w Toronto (Kanada) oraz w Chicago (USA).

## Fabuła
Bohaterem filmu jest nieśmiały Kevin. Chłopak spotyka w metrze dziewczynę swoich snów, która znika tak szybko, jak się pojawia. Zdesperowany, postanawia ogłosić wielkie poszukiwania, które stają się obsesją całego miasta.

## Obsada
- Lance Bass jako Kevin
- Joey Fatone jako Rod
- Emmanuelle Chriqui jako Abbey
- Gregory J. Qaiyum jako Eric
- Jerry Stiller jako Nathan
- Richie Sambora jako Mick Silver
- James Bulliard jako Randy
- Dave Foley jako Higgins
- Tamala Jones jako Jackie
- Amanda Foreman jako Julie
- Al Green jako on sam
- Ananda Lewis jako ona sama
- Justin Timberlake jako artysta make-up
- Chris Kirkpatrick jako artysta make-up #2